# Actia pulex
Actia pulex är en tvåvingeart som beskrevs av Baranov 1938. Actia pulex ingår i släktet Actia och familjen parasitflugor. Inga underarter finns listade i Catalogue of Life.